# Cytheropteron champlainum
Cytheropteron champlainum is een mosselkreeftjessoort uit de familie van de Cytheruridae. De wetenschappelijke naam van de soort is voor het eerst geldig gepubliceerd in 1984 door Cronin.